# Lenguas galoitálicas
Las lenguas galoitálicas, también llamadas lenguas galoitalianas (aunque es preferible el primer término para evitar confusiones), comprenden las hablas romances del norte de Italia, más exactamente las hablas situadas al norte de la línea Massa-Senigallia (excepto las lenguas retorromances de Italia: friulano y ladino). Forman un continuo dialectal transicional entre las lenguas galorromances y las lenguas italorromances.
En las clasificaciones de la lingüística italiana tradicional, que suele utilizar clasificaciones sociolingüísticas, se les considera parte de esta última familia, sobre todo porque han tenido el italiano como Ausbausprache  durante siglos.

## Aspectos históricos, sociales y culturales

### Distribución geográfica
El dominio lingüístico, o conjunto de las lenguas galoitálicas, se extiende por el norte de Italia y coincide en gran medida con la llanura del Po. Más exactamente las lenguas galoitálicas comprenden las variedades románicas autóctonas de la mayor parte del Piamonte, Liguria, Lombardía, Trentino y Véneto (no están incluidas: el Valle de Aosta, donde históricamente se ha hablado francoprovenzal, el Alto Adigio donde se habla alemán, ni Friul-Venecia Julia, donde predomina el retorrománico). El sur de Suiza (la llamada Suiza italiana y especialmente el cantón del Tesino) históricamente estuvo dominado por variedades de lombardo.
El límite meridional, entre las lenguas galoitálicas y las lenguas italorromances, corresponde a la línea La Spezia-Rímini o, con más precisión geográfica, a la línea Massa-Senigallia. El grupo galoitálico al norte de esta línea es a la vez separado de otro grupo romance del noreste (el retorrománico).
Además existen unos enclaves galoitálicos en el sur de Italia: dos en Basilicata y las variedades galosículas en cuatro áreas en Sicilia.

### Historia
Si bien el italiano, a partir del siglo XVI, se había convertido en idioma oficial, administrativo y literario en todos los antiguos Estados italianos preunitarios, las lenguas coloquiales usadas por la gente común —en este caso por la del norte de la península— eran las variedades galoitálicas. Aunque el italiano era usado en la administración y en la literatura, seguía siendo hablado solo por las clases cultas o instruidas y, al momento de launificación de Italia, se ha estimado que sólo el 2,5% de la población entendía bien el italiano literario estándar, cifra que correspondía también al porcentaje de la población no analfabeta.
La posterior promoción de la alfabetización gratuita post-unitaria, la escolarización de masas abierta a todas las clases sociales, así como los medios de comunicación durante el siglo XX, permitieron una profunda penetración de la lengua estándar nacional en todos los hogares, incluso en los más humildes; a pesar de esto, en Italia noroccidental, hacia 1985, casi la mitad de los italianos seguía usando en el hogar familiar exclusivamente la variedad regional, mientras, en Italia nororiental, en regiones como Véneto, el porcentaje era incluso más alto y superior al 70%.

### Galoitálico en Sicilia
En Sicilia existen algunos enclaves de lenguas galoitálicas en el centro y este de la isla. Estos enclaves son el resultado de la inmigración desde el norte de Italia (concretamente de las actuales regiones de Piamonte y Liguria) durante las décadas que siguieron a la conquista normanda de Sicilia (entre 1080 y 1120). Los hablantes de estas lenguas históricamente han sido denominados como "lombardos de Sicilia". Dado el gran lapso de tiempo y la influencia del idioma siciliano sobre estas minorías lingüísticas, estas lenguas difieren notablemente de las hablas galoitálicas del norte. Las principales localidades donde todavía hoy se conservan las variedades galoitálicas son: Piazza Armerina, Aidone, Sperlinga, San Fratello, Nicosia y Novara di Sicilia. En otros enclaves de la provincia de Catania, donde existieron importantes comunidades lombardas, el idioma no se ha conservado. La lengua de San Fratello parece haber tenido originalmente más elementos del franco-provenzal que del lombardo propiamente dicho.

### "Italiano" del norte
Algunos autores han usado el término "Italiano del norte" (y también "italiano" septentrional, padano o cisalpino) para referirse a las lenguas galoitálicas. Sin embargo, este nombre se presta a mucha confusión ya que sugiere que el italiano del norte es una mera variación dialectal menor del italiano estándar. Peor aún es que la expresión "italiano" del norte se ha usado además para conceptos diferentes y mútuamente excluyentes:
- Acepción 1 (galoitálico): Es un el conjunto de variedades románicas, distinta del italiano estándar, según ciertos lingüistas como Heinrich Schmid,[9] Andreas Schorta[10] y sobre todo, Geoffrey Hull.[11][12]
- Acepción 2 (dialectos septentrionales del italiano): Es un grupo de dialectos de la lengua italiana[13] Pierre Bec, Jacques Allières[14]). Sin embargo, para que esta definición sea válida hay que entender por lengua italiana, como en las obras del lingüista alemán Gerhard Rohlfs,[15][16] el conjunto de los dialectos romances de Italia (y hasta de Córcega) que conforman el grupo conocido como italorromance, entre los cuales se destaca el idioma italiano literario y oficial, que proviene del dialecto florentino de Dante, Boccaccio y Petrarca.

### Italiano regional del Norte
Las lenguas galoitálicas, ya que cedieron el paso al italiano en los últimos siglos, han influido en el italiano hablado en estas áreas, añadiendo léxico y constructos gramaticales propios de los idiomas locales.

## Clasificación

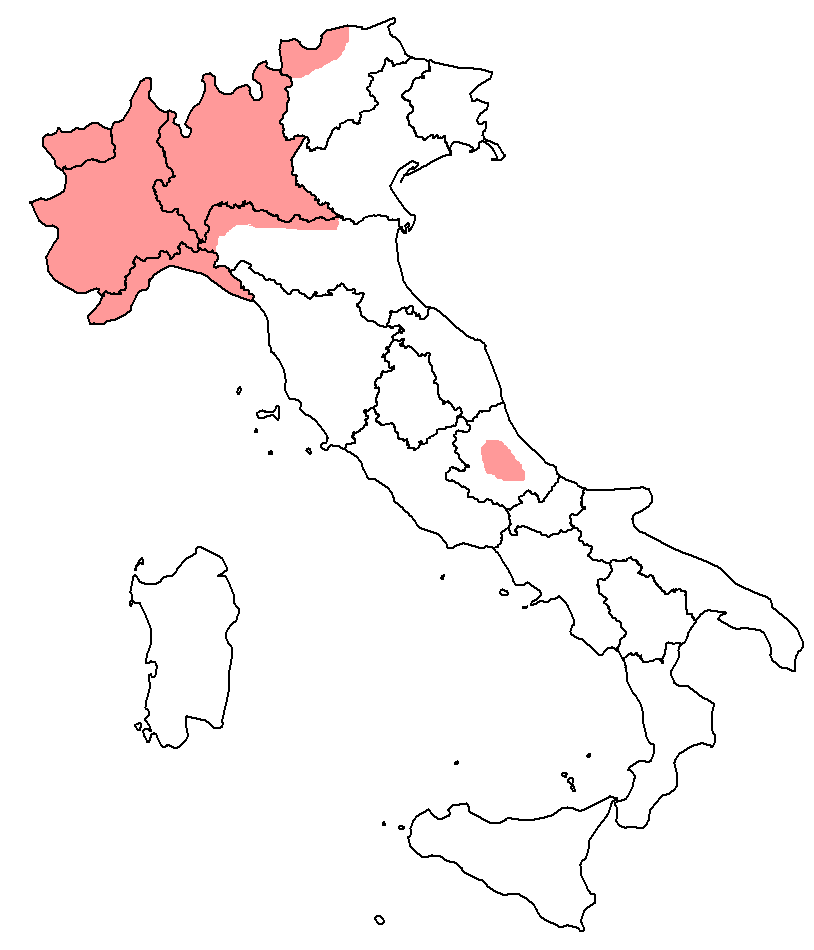
Áreas de ocurrencia de /y/ procedente de Ū latina.

Las lenguas o variedades que constituyen el grupo galoitálico son:
- Emiliano-Romañol (Italia, San Marino)
- Ligur (Italia, Principado de Mónaco)
- Lombardo (Italia, Suiza)
- Piemontés (Italia)
- Istriano (Croacia)
- Véneto (Italia, Croacia, Eslovenia)

Algunos autores consideran que el véneto constituye un grupo aparte de los demás puesto que no comparte algunas de las isoglosas más notorias de las lenguas galoitálicas —como la existencia de vocales anteriores redondeadas [y] o [œ], presentes en ligur, lombardo y piemontés—, pero si comparte las otras isoglosas. También se podría incluir al istriano ya que este comparte varias isoglosas típicas de las lenguas galoitálicas y muestra una relación estrecha con el véneto, en este caso se podría hablar de un grupo cisalpino amplio que incluya las lenguas galoitálicas principales más el istriano y el véneto.

## Características comunes
En muchos aspectos fonéticos las lenguas galoitálicas comparten los mismos desarrollos con las lenguas retorromances, el francés, el occitano y el catalán en puntos en los que estos difieren notablemente del italiano estándar. Sin embargo, eso tampoco significa que las lenguas galoitálicas están más cerca en todos los aspectos de las lenguas galorromances, retorromances u occitanorromances que del italiano estándar (idioma toscano) y las lenguas italorromances.

### Evolución a partir del latín
La /a/ delante de l seguida de consonante en ligur y piamontés se produce del mismo modo que en occitano y francés, con el desarrollo de /au/, por ejemplo: piamontés saut; ligur sausa. En lombardo, en cambio, se produce un grado /ol/: folcc, olter, colf, colz. Esta evolución también se dio en el Véneto, donde hoy casi ha desaparecido.
El diptongo AU, como en toscano y francés, evoluciona a [ɔ]. Excepto en algunas zonas.
La [u:] evoluciona a [y], tanto en posición tónica como átona, a diferencia de [ø]. Esta evolución compartida con el gallo-romance transalpino, está presente hoy en día en lombardo, ligure y piamontese, pero también en Emilia al oeste del río Panaro. En otro tiempo debió de ser más extenso, llegando hasta Módena, ciudad más al este del río. En algunas zonas, como en el este de Lombardía, llega hasta [ø]. En otros casos, como en el dialecto de Monferrato (una variante del piamontés) pierde su redondez, convirtiéndose en [i].
La [e:] (e corta) del Latín se diptonga en dos formas: [ei̯] o [ɛi̯] (como en francés antiguo). La primera es típica del ligur (por ejemplo [mei̯ze], [pʊrtʊgei̯ze]) y del emiliano occidental ([mei̯s], [kɐndei̯lɐ]) y también lo era en el antiguo lombardo, donde, sin embargo, ahora se encuentran formas monotongadas a [ɛ] o [e]. La segunda del piamontés y el boloñés. En estos últimos, el diptongo se abre a menudo en [æi̯] o incluso [ai̯] ([mæi̯s])
La [ɛ] (e breve) latina suele desarrollarse en el diptongo [i̯ɛ], que luego se convierte en [i̯e], y por último en [e].
La línea La Spezia-Rímini en su parte occidental (La Spezia) agrupa un conjunto de al menos siete isoglosas importantes que distinguen a las lenguas galoitálicas y al italiano del Norte del toscano. En su parte oriental las isoglosas se separan un poco, siendo la isoglosa más septentrional la que pasa más cerca de Rímini. Al norte de esta isoglosa se tienen las siguientes características relevantes:
- Vocales:
  - Existencia de redondeamiento vocálico (vocali turbate) en el sector noroccidental: lat. MŪRU(M) 'muro' > lombardo de Milán /myr/, piemontés de Turín /myraja/. En el sur del Piamonte la /y/ evolucionó hacia la /i/, y en algunos casos esta última se convirtió en el diptongo /ej/.
  - Apócope, en la mayor parte de las lenguas galoitálicas se han perdido las átonas finales salvo /-a/ (ocasionalmente algunas /-i/ también se mantienen). Ejemplos el lombardo tiene òm 'hombre' (latín HŎMŌ), nef nieve' (lat. NĔVE), füm 'humo' (lat. FŪMU), fil 'hilo' (lat. FĪLU), röda 'rueda' (lat. RŎTA) (frente a los equivalentes en italiano uomo, neve, fumo, filo, ruota que conservan siempre la vocal final latina). En ligur, sin embargo, se conservan algunas vocales finales (excepto tras -n, -l, -r) como se aprecia en los ejemplos ramu, rami; lüme, lümi "ramo, ramos; luz, luces" (latín RAMU, RAMI; LŪMĔN, LŪMĬNES; italiano ramo, rami; lume, lumi), mientras que para las palabras en -n el ligur tiene can, chen /kaŋ, keŋ/ 'perro, perros' (frente al italiano cane, cani).
  - Síncopa o tendencia a la caída de vocales pretónicas: DENAR(I)U 'dinero' > piemontés de Turín /dne/ (toscano denaro).
  - La metafonía es muy común y afecta a las vocales abiertas tónicas è /ɛ/ y ò /ɔ/ cuando van seguidas de /i/ (ocasionalmente también /o/). Este cambio fonético antecedió a la caída de vocales finales por lo que sus efectos persisten aún después de haber desaparecido las vocales finales. Esto lleva a los desarrollos ie e uo que en muchos dialectos va más lejos llegando a los monoptongos i y ö /ø/. Esta diptongación es diferente de la que existe en italiano estándar (que se produce tanto en sílabas abiertas como en cerradas). Así en lombardo se tiene quest 'esto' (italiano questo) pero en cambio quist 'estos' (italiano questi).
- Consonantes:
  - Lenición de las consonantes oclusivas sordas intervocálicas. Esta lenición puede ser una sonorazación como en FRATĔLLU > lombardo /fraˈdɛl/, > piemontés /ˈfrɛl/ (toscano/italiano estándar fratello / francés frère) o una espirantización CAPĬLLU > piemontés /kaˈvɛj/ (italiano capello / catalán cabell).
  - Palatalización del grupo consonántico -CT-: LĂCTE 'leche' > Piemontés de Turín /lajt/, > Lombardo /laʧ/.
  - Palatalización del grupo latino -CL- hacía /t͡ʃ/ por ejemplo CLAVE > piemontés y lombardo ciav /t͡ʃav/ (italiano chiave / español llave).
  - Desgeminación consonántica: *TUCCA 'suco, salsa' > Véneto /tɔʧo/.
  - Palatalización en grado diverso, según las regiones, de la A tónica latina, como en CAVĀRE > piemontés de Turín /gaˈvɛ/ (ese rasgo también se presenta en francés estándar CAPRA > /čɛˈvɾ/).

El siguiente cuadro presenta algunas de las características típicas que diferencias las variedades romances al norte y al sur de dicha línea:
| LATÍN         | LATÍN                  | CLAVE(M)    | VECLUS      | CAPILLU(M) | IOCARE      | CATENA(M) | VACCA | PAX   | UNUM  | NŎCTE(M)     | LĂCTE(M)     | FĂCTU(M)  | CĂNE(M) | HŎMINE(M) |
| ------------- | ---------------------- | ----------- | ----------- | ---------- | ----------- | --------- | ----- | ----- | ----- | ------------ | ------------ | --------- | ------- | --------- |
| galoitálico   | Lombardo               | t͡ʃaf        | vet͡ʃ / ved͡ʒ | ka'vɛl     | d͡ʒu'ga(ɾ)   | ka'dɛna   | 'vaka | pas   | yn    | nɔʧ          | laʧ          | faʧ       | kã(ŋ)   | ɔm        |
| galoitálico   | Ligur                  | t͡ʃave       | ved͡ʒiu      | ka'velu    | d͡ʒu'ga(ɾ)   | ka'dɛna   | 'vaka | paʒe  | yn/in | nøite/ nøt͡ʃe | lajte / lɛte | fajtu     | kaŋ     | ɔmu       |
| galoitálico   | Piemontés              | t͡ʃaw / t͡ʃaf | vɛd͡ʒ / vɛj  | ka'vɛl     | d͡ʒʊ'(g)e(ɾ) | 'kɛjna    | 'vaka | pas   | yn/in | nøit/nøt͡ʃ    | lajt/lat͡ʃ    | fajt/fat͡ʃ | kaŋ     | ɔm        |
| galoitálico   | Emiliano-romañol       | t͡ʃæv        | vet͡ʃ        | kæ'vɛl     | zu'gɛɾ      | kadɛna    | 'vaka | pæs   | on    | nɔt          | lat          | fat       | kan     | ɔm        |
| galoitálico   | Véneto                 | t͡ʃave       | vet͡ʃo       | ka'velo    | zu'gaɾ      | ka'dɛna   | 'vaka | paze  | un    | note         | late         | fato      | kaŋ     | ɔmo       |
| galoitálico   | Istriano               | t͡ʃave       | viet͡ʃo      | ka'velo    | zu'ga(ɾ)    | ka'dena   | 'vaka | pas   | un    | nwɔto        | lato         | fato      | kan     | ɔmo       |
| galoitálico   | Línea La Spezia-Rímini |             |             |            |             |           |       |       |       |              |              |           |         |           |
| Italorromance | Italiano               | kiave       | vekkjo      | kapello    | d͡ʒo'kaɾe    | katena    | vakka | pat͡ʃe | uno   | nɔtte        | latte        | fatto     | kane    | wɔmo      |
| Italorromance | Romanesco              | kiave       | vekkjo      | kapello    | d͡ʒo'ka      | katena    | vakka | pat͡ʃe | uno   | nɔtte        | latte        | fatto     | kane    | ɔmo       |
| Italorromance | Napolitano             | kiavə       | viekkjə     | kapellə    | ju'ka       | katena    | vakka | pat͡ʃə | unə   | nottə        | lattə        | fattə     | kanə    | ɔmmə      |
| Italorromance | Siciliano              | kiavi       | vekkju      | kapiddu    | ju'kaɾi     | katina    | vakka | paʃi  | unu   | nɔtti        | latti        | fattu     | kani    | ɔmu       |
En las vocales se registran los siguientes cambios:
- u /u/ tiende a cambiar a ü /y/, como sucede en francés, así en lombardo se tiene füm (en italiano fumo 'humo') y en ligur lüme, piemontés lüm (italiano lume 'luz'). En algunas regiones, como en el Piamonte meridional, esto ha ido un paso más allá y /u/ ha dado lugar a /i/, por ejemplo fis (italiano fuso), lim (italiano lume 'luz'). En algunas regiones montañosas de Piamonte, sin embargo (e.g. Canavese, Biellese, Ossolano), este cambio no se da ante una /a/ final, dando lugar a un masculino crü (italian crudo 'crudo') pero en femenino cru(v)a (italian cruda).
- La vocal cerrada tónica é /e/ y a veces ó /o/, cuando aparecen en sílabas abiertas (seguida por una sílaba con ataque simple) frecuentemente diptonga en /ei/ y /ou/, como en francés antiguo; e.g. piemontés beive (italiano bere < *bévere 'beber'), teila (italiano tela 'tela'), meis (italiano mese 'mes'). En algunas variantes de piemontés /ei/ da lugar incluso a /ɛ/ o /i/, e.g. tèla /tɛla/ < *teila (italiano tela 'tela'), sira (italiano sera 'tarde [alrededor de la puesta de sol]'), mis (italiano mese 'mes').

El sistema vocálico de muchas lenguas galoitálicas es heptavocálico pero diferente del existente en protorromance. Por ejemplo el piemontés occidental y en particular el turinés tienen un sistema que incluye vocales semiabiertas anteriores redondeadas (œ).
| Latín         | Ī | Ĭ  | Ē  | Ĕ | Ā | Ă | Ŏ | Ō | Ŭ | Ū |
| ------------- | - | -- | -- | - | - | - | - | - | - | - |
| Protorromance | i | e  | e  | ɛ | a | a | ɔ | o | o | u |
| Turinés       | i | ɛj | ɛj | e | a | a | œ | u | u | y |

### Artículo definido
Los dialectos galoitálicos (excepto el ligur) tienen artículos definidos en masculino singular derivados de las formas latinas en IL-, como el, ël, al, il, ul mientras que en los dialectos ligures se encuentran las formas lu, ru, u. En el artículo masculino plural se tienen formas lu e i siendo esta última la más extendida. En el artículo femenino se tiene la casi universalmente (en algunas áreas del Piamonte oriental y meridional, Emilia occidental y Lombardía occidental se tiene la forma a). Para el artículo femenino plural se tiene le (pero también en ciertas áreas li, i).

### Comparación léxica
Los numerales en diferentes variedades galoitálicas son:
| GLOSA | Ligur      | Piemontés  | Lombardo   | Romañol    | Véneto    | Istriano |
| ----- | ---------- | ---------- | ---------- | ---------- | --------- | -------- |
| '1'   | yŋ / yna   | yŋ / yna   | vyŋ / vɶna | oŋ / ona   | uŋ / una  | uŋ / una |
| '2'   | dui / duːe | dui / duɛ  | dy / dɔ    | du / dʌu   | due / dɔ  | dui      |
| '3'   | trei / trɛ | trei / trɛ | tri / trɛ  | tri / trai | tri / trɛ | tri      |
| '4'   | kwatru     | kwɒtr      | kwater     | kwater     | kwatro    | kwatro   |
| '5'   | siŋkwe     | siŋk       | siŋk       | θeŋk       | siŋkwe    | siŋkwe   |
| '6'   | sei        | sez        | ses        | sis        | sie       | seje     |
| '7'   | sɛte       | sɛt        | sɛt        | sɛt        | sɛte      | siete    |
| '8'   | øtu        | øt         | vɔt        | ɔt         | ɔto       | wɔto     |
| '9'   | nøve       | nøv        | nɶv        | nov        | nove      | nuve     |
| '10'  | deʒe       | dez        | des        | diz        | dieze     | ʒize     |
Los numerales '1', '2' y '3' distinguen entre formas de masculino y femenino.

## Comparación de texto
El siguiente cuadro la misma oración en diferentes lenguas romances:
| Grupo            | Lengua                                    | Frase                                                        | Territorio |
| ---------------- | ----------------------------------------- | ------------------------------------------------------------ | --- |
| -                | Latín                                     | CLAUDIT SEMPER FENESTRAM ANTEQUAM CĒNET                      | |
| Italorromances   | Italiano (toscano clásico)                | (Ella) chiude sempre la finestra prima di cenare.            | |
| Italorromances   | Toscano (toscano moderno)                 | Lei la 'hiude sempre la finestra pria di'ccenà.              | |
| Galoitálico      | Piamontés                                 | Chila a sara sempe la fnestra dnans ëd fé sin-a/siné.        | Piamonte: Provincias de Turín, Cuneo, Asti, Vercelli, Biella, Alessandria (en parte) |
| Galoitálico      | Ligur (incluso el monegasco y el roiasco) | Lê a særa sénpre o barcón primma de çenâ.                    | Liguria: desde Ventimiglia hasta La Spezia; enclaves: Mónaco, Bonifacio en Córcega, islas de San Pietro y Sant'Antioco en Cerdeña); roiasco (incluso el brigasco), el hable del alto Roya, de transición hacia el occitano |
| Galoitálico      | Ligur tabarquino                          | Lé a sère fissu u barcun primma de çenò.                     | |
| Galoitálico      | Lombardo occidental                       | (Lee) la sara semper su la fenèstra primma de sena.          | Lombardía: Milán, Lodi, región del Lago Maggiore, provincias piamontesas de Novara y Verbania; el sur de Suiza, Tesino; Pavía (con algunas caracterícas del emiliano); Cremona (con algunas características orientales).   |
| Galoitálico      | Lombardo oriental                         | (Lé) la sèra sèmper sö la finèstra prima de senà.            | Bérgamo, Brescia y Crema (ex República de Venecia); Mantua (con características mixtas) |
| Galoitálico      | Emiliano boloñés                          | (Lî) la sèra sänper la fnèstra prémma ed dsnèr.              | Emilia-Romaña: Emilia: Piacenza, Parma, Reggio Emilia, Módena, Boloña |
| Galoitálico      | Romañol fanés (Fano, norte de las Marcas) | Lìa chìud sèmpr la fnestra prema'de cnè.                     | Emilia-Romaña: Romaña, San Marino, norte de las Marcas |
| Galoitálico      | veneciano                                 | Ła sàra/sèra senpre el balcón vanti senàr/dixnàr.            | Venecia, Padua, Verona, Trento |
| Galoitálico      | Istriota                                  | Gila insiera senpro lo balcon preîma da senà.                | Costa sur de Istria, (Rovèigno, it.: Rovigno; cr.: Rovinj), en Croacia. |
| Retorromance     | Ladin nonés (Val di Non, Trento)          | (Ela) la sera semper la fenestra inant zenar.                | |
| Retorromance     | Romanche                                  | Ella clauda/sèrra adina la fanestra avant ch'ella tschainia. | |
| Retorromance     | Friulano                                  | Jê e siere simpri il barcon prin di cenâ.                    | |
| Occitanorromance | Occitano                                  | (Ela) barra totjorn/sempre la fenèstra abans de sopar.       | Occitania: Mitad sur de Francia, franja occidental del norte de Italia, Valle de Arán, enclaves diversos en Italia meridional.                                                                                             |
| Occitanorromance | Catalán                                   | (Ella) tanca/barra sempre la finestra abans de sopar.        | Rosellón, Cataluña, Valencia, Baleares, La franja, El Carche y L'Alguer |
| Iberorromance    | Castellano                                | (Ella) cierra siempre la ventana antes de cenar.             | |
La clasificación del istriota es difícil y controvertida, debido a que ha sido poco investigada y está en peligro grave de extinción, pero el material disponible nos permite establecer una relación estrecha con las lenguas galoitálicas, principalmente con el véneto con quien muestra más similitudes.
Según Pierre Bec, en el pasado, debió existir algún tipo de unidad diacrónica entre el italiano del Norte y el grupo retorrománico: romanche en Suiza y ladino y friulano en Italia. Este lazo estrecho y evidente ha sido investigado en mayor profundidad por el ya citado lingüista australiano Geoffrey Hull, llevándolo a la conclusión apuntada anteriormente (definición 2).